# Romain-aux-Bois
Pour les articles homonymes, voir Romain.
Romain-aux-Bois est une commune française située dans le département des Vosges en région Grand Est.

## Localisation
La commune est à 2,3 km de Tollaincourt, 6,6 de Damblain et 9,6 de Lamarche.

## Géologie et relief
Espaces naturels :
- Un espace protégé Natura 2000 : Bassigny, partie Lorraine.
  - Une zone naturelle d'intérêt écologique, faunistique et floristique (Znieff) :  Vôge et Bassigny.

## Sismicité
Commune située dans une zone  de sismicité très faible.

## Géographie
| Tollaincourt                       | Tollaincourt                     | Tollaincourt |
| Damblain                           | Romain-aux-Bois                  | Lamarche     |
| Breuvannes-en-Bassigny Haute-Marne | Larivière-Arnoncourt Haute-Marne |              |

### Hydrographie et les eaux souterraines
Hydrogéologie et climatologie : Système d’information pour la gestion des eaux souterraines du bassin Rhin-Meuse :
Territoire communal : Occupation du sol (Corinne Land Cover); Cours d'eau (BD Carthage),
Géologie : Carte géologique; Coupes géologiques et techniques,
 Hydrogéologie : Masses d'eau souterraine; BD Lisa; Cartes piézométriques.

#### Réseau hydrographique
La commune est située dans le bassin versant de la Meuse au sein du bassin Rhin-Meuse. Elle est drainée par le ruisseau de l'Arlembouchet, le ruisseau de Romain-Aux-Bois et le ruisseau de Graveilles,.

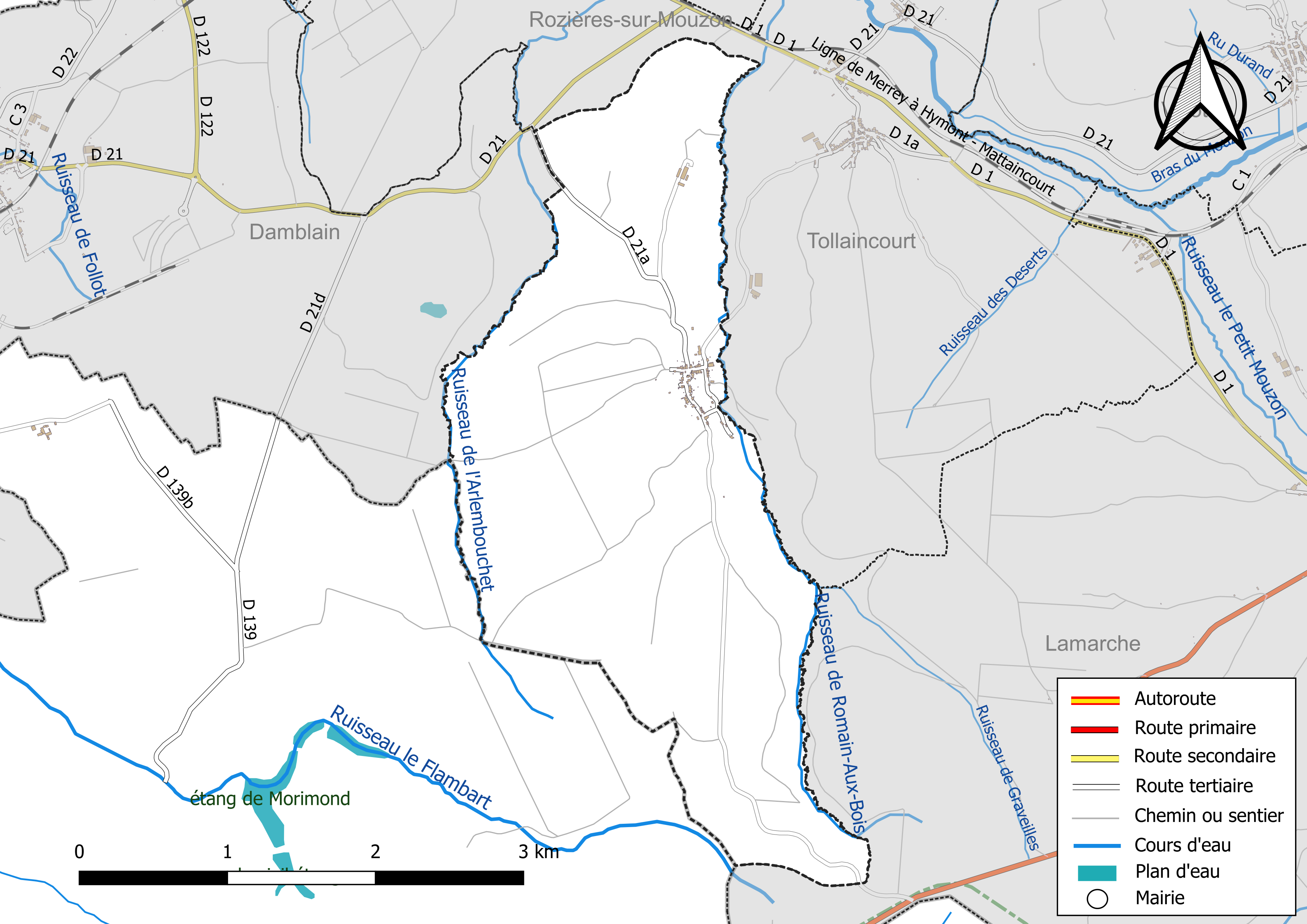
Réseaux hydrographique et routier de Romain-aux-Bois.

#### Gestion et qualité des eaux
Le territoire communal est couvert par le schéma d'aménagement et de gestion des eaux (SAGE) « Nappe des Grès du Trias Inférieur ». Ce document de planification, dont le territoire comprend le périmètre de la zone de répartition des eaux de la nappe des Grès du trias inférieur (GTI), d'une superficie de 1 497 km2, est en cours d'élaboration. L’objectif poursuivi est de stabiliser les niveaux piézométriques de la nappe des GTI et atteindre l'équilibre entre les prélèvements et la capacité de recharge de la nappe. Il doit être cohérent avec les objectifs de qualité définis dans les SDAGE Rhin-Meuse et Rhône-Méditerranée. La structure porteuse de l'élaboration et de la mise en œuvre est le conseil départemental des Vosges.
La qualité des eaux de baignade et des cours d’eau peut être consultée sur un site dédié géré par les agences de l’eau et l’Agence française pour la biodiversité.

### Climat
Pour des articles plus généraux, voir Climat du Grand Est et Climat des Vosges.
En 2010, le climat de la commune est de type climat de montagne, selon une étude du Centre national de la recherche scientifique s'appuyant sur une série de données couvrant la période 1971-2000. En 2020, Météo-France publie une typologie des climats de la France métropolitaine dans laquelle la commune est exposée à un climat océanique altéré et est dans la région climatique  Lorraine, plateau de Langres, Morvan, caractérisée par un hiver rude (1,5 °C), des vents modérés et des brouillards fréquents en automne et hiver.
Pour la période 1971-2000, la température annuelle moyenne est de 9,4 °C, avec une amplitude thermique annuelle de 17 °C. Le cumul annuel moyen de précipitations est de 915 mm, avec 13,2 jours de précipitations en janvier et 9 jours en juillet. Pour la période 1991-2020, la température moyenne annuelle observée sur la station météorologique de Météo-France la plus proche, « St Ouen-lès-Parey_sapc », sur la commune de Saint-Ouen-lès-Parey à 12 km à vol d'oiseau, est de 10,0 °C et le cumul annuel moyen de précipitations est de 806,8 mm. 
La température maximale relevée sur cette station est de 39,4 °C, atteinte le 25 juillet 2019 ; la température minimale est de −22 °C, atteinte le 20 décembre 2009,,.
Les paramètres climatiques de la commune ont été estimés pour le milieu du siècle (2041-2070) selon différents scénarios d'émission de gaz à effet de serre à partir des nouvelles projections climatiques de référence DRIAS-2020. Ils sont consultables sur un site dédié publié par Météo-France en novembre 2022.

## Urbanisme

### Typologie
Au 1er janvier 2024, Romain-aux-Bois est catégorisée commune rurale à habitat très dispersé, selon la nouvelle grille communale de densité à sept niveaux définie par l'Insee en 2022.
Elle est située hors unité urbaine. Par ailleurs la commune fait partie de l'aire d'attraction de Vittel - Contrexéville, dont elle est une commune de la couronne,. Cette aire, qui regroupe 72 communes, est catégorisée dans les aires de moins de 50 000 habitants,.

### Occupation des sols
L'occupation des sols de la commune, telle qu'elle ressort de la base de données européenne d’occupation biophysique des sols Corine Land Cover (CLC), est marquée par l'importance des forêts et milieux semi-naturels (68 % en 2018), une proportion identique à celle de 1990 (68 %). La répartition détaillée en 2018 est la suivante : 
forêts (68 %), prairies (32 %). L'évolution de l’occupation des sols de la commune et de ses infrastructures peut être observée sur les différentes représentations cartographiques du territoire : la carte de Cassini (XVIIIe siècle), la carte d'état-major (1820-1866) et les cartes ou photos aériennes de l'IGN pour la période actuelle (1950 à aujourd'hui).

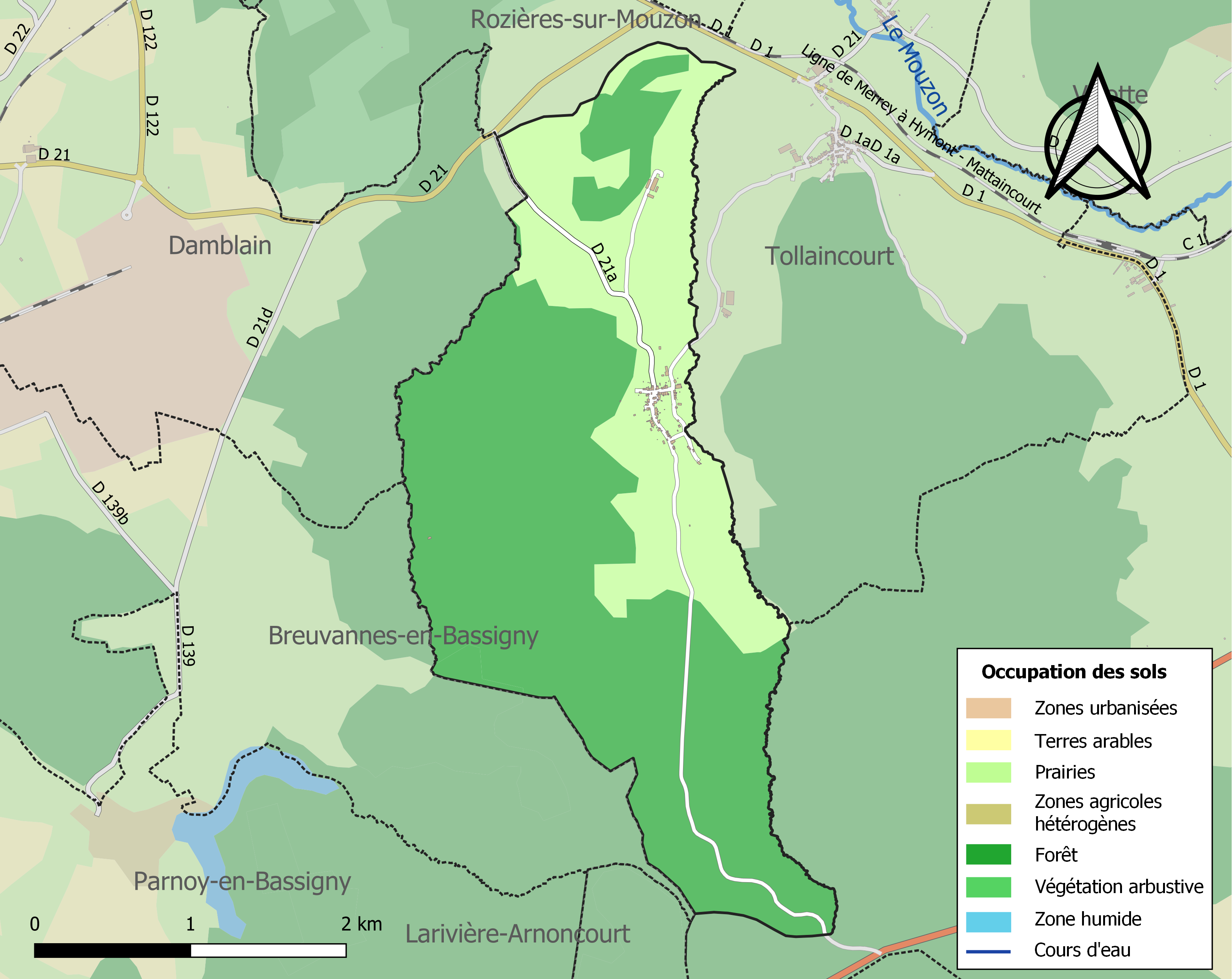
Carte des infrastructures et de l'occupation des sols de la commune en 2018 (CLC).

### Voies de communications et transports

#### Voies routières
- Autoroute A31 : Échangeurs Robécourt, Bulgnéville, Montigny-le-Roi.

#### Transports en commun

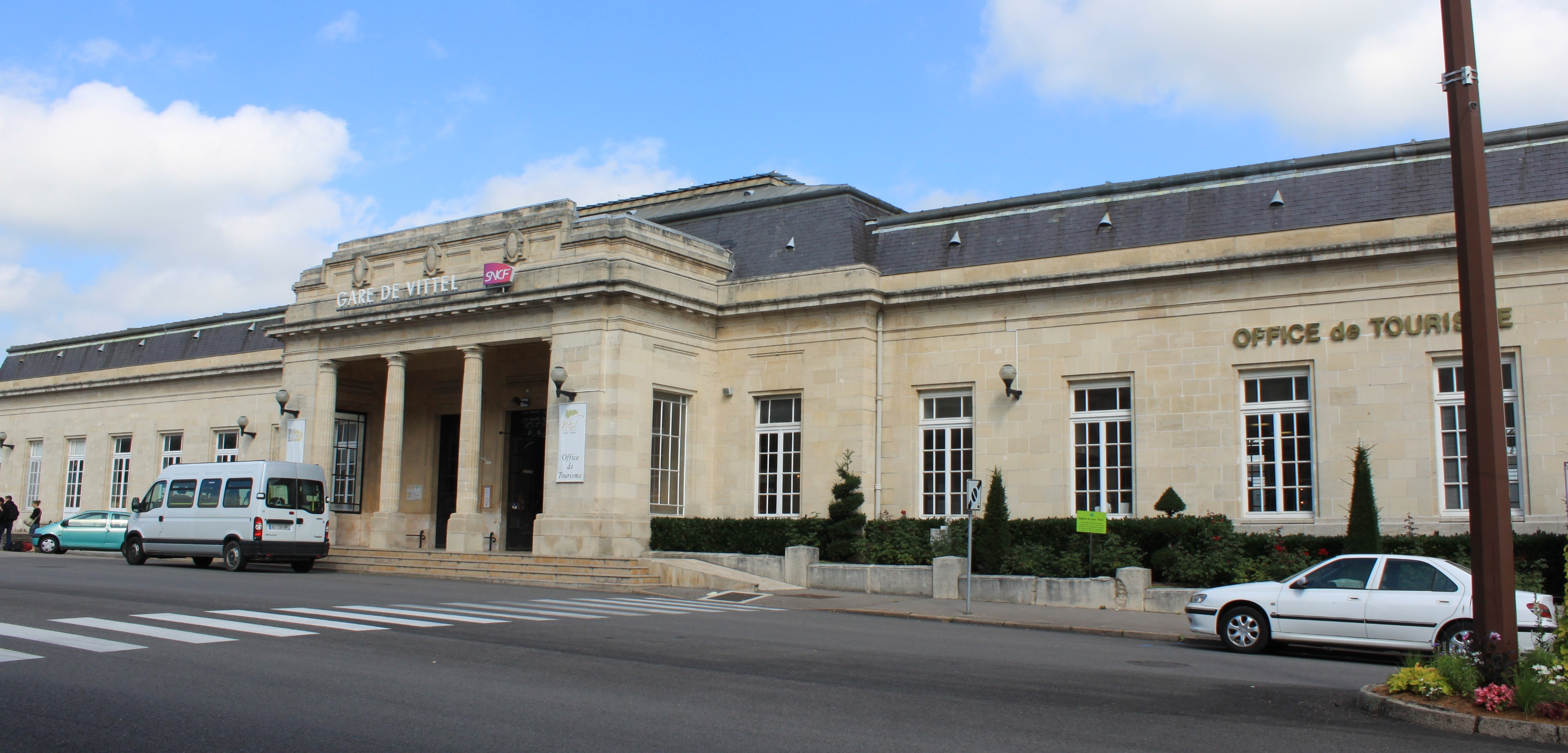
Gare de Vittel.

- Fluo Grand Est.

#### Lignes SNCF
- Gare de Contrexéville
- Gare de Vittel
- Gare de Neufchâteau
- Gare de Merrey

## Toponymie
Le nom de la localité est attesté sous les formes De Romanis (1147) ; Roumains (1277) ; Romains au Bois (1306) ; « Romains c’on dit au Bois » (1307) ; Roumains au Boix (1311) ; « Villa de Romanis in Nemoribus » (1352) ; Romain au Bois (1518) ; Romain au Boys (1520) ; Romain aux Bois (vers 1600) ; Romania ad Silvas (1768) ; Aidon Ru (1217) ; Entre Rosieres et Romains, sor Haidon Ru (1244).

Du mot latin romania, nom générique des pays qui étaient soumis aux romains ; désigne probablement une villa restée aux Gallo-romains, par opposition à d'autres villas occupées par des Barbares.

## Histoire
Sous l'Ancien Régime, Romain-aux-Bois relève du bailliage de Lamarche, du diocèse de Toul et du doyenné de Bourmont.

## Lieux et monuments

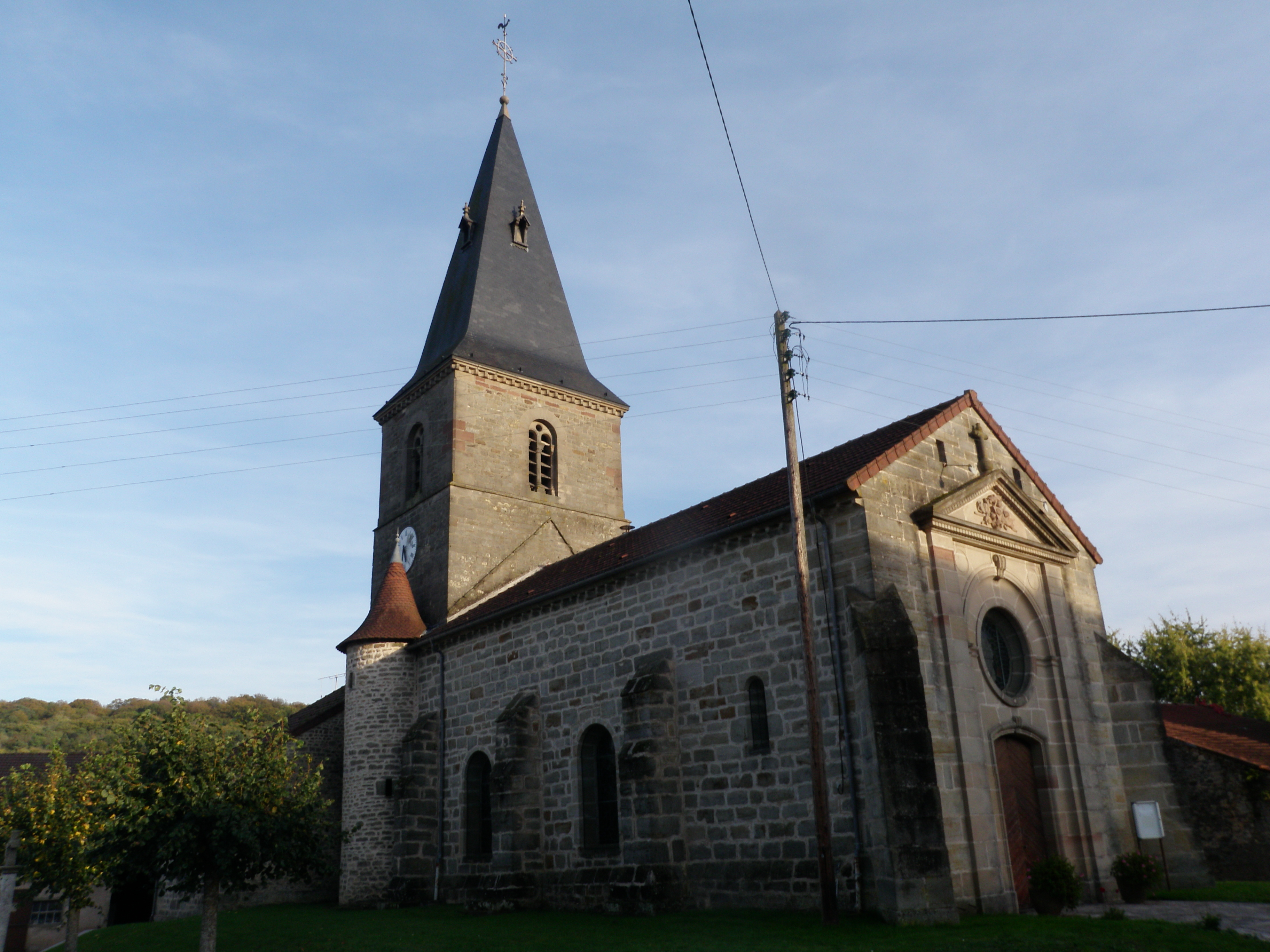
Église Saint-Èvre.
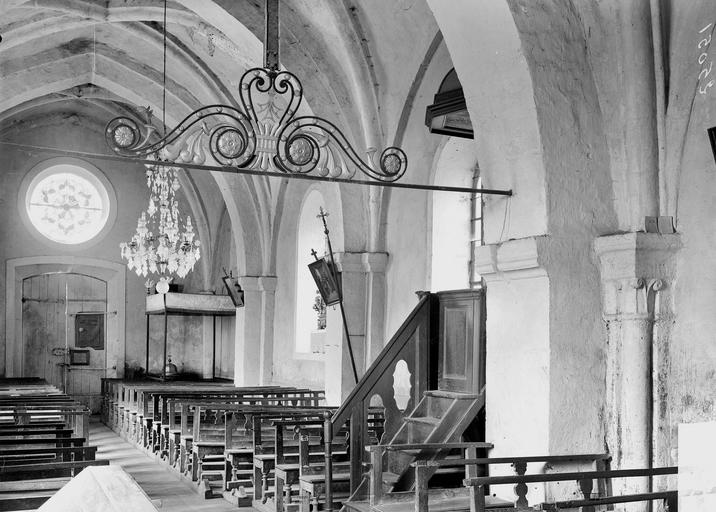
Nef, vue du choeur.
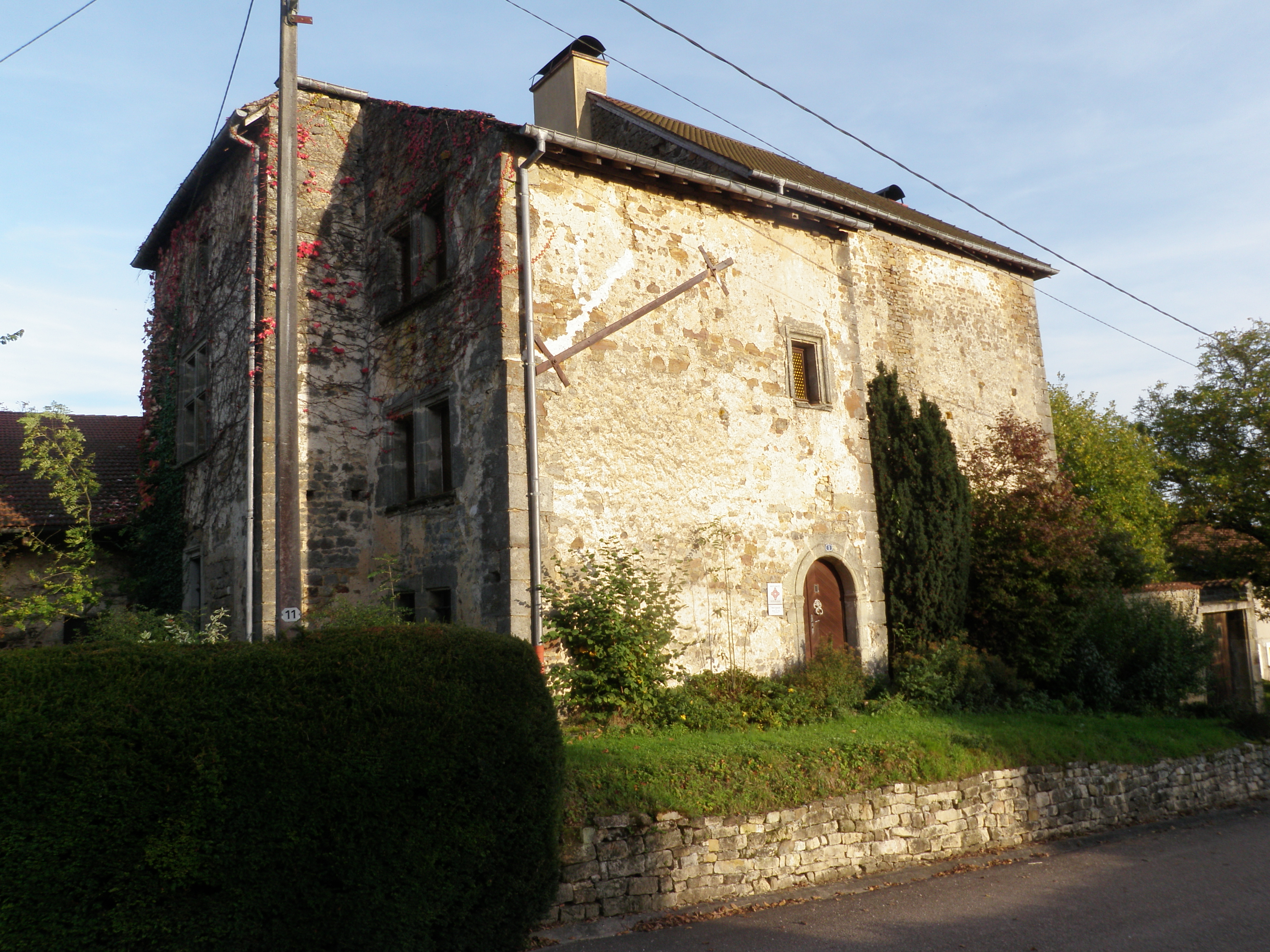
Maison-forte.
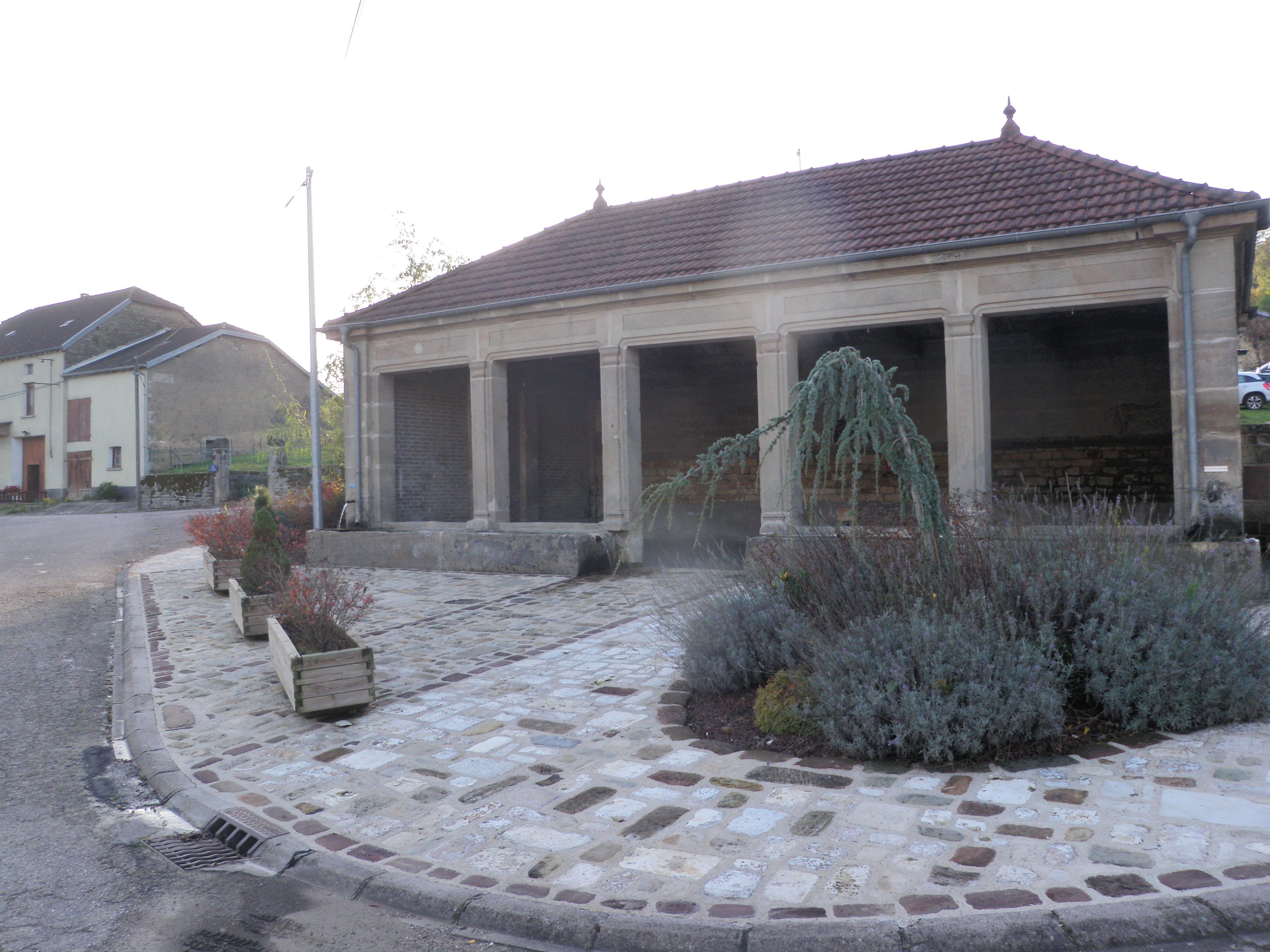
Lavoir.

- Église Saint-Èvre du XVIIIe siècle, inscrite sur l'Inventaire supplémentaire des monuments historiques par arrêté du 28 juin 1994[21]. La nef et l'avant-chœur datent du XIIIe siècle. En grès de couleur sombre, cette église comprend trois travées de nef sans bas-côtés (17 m x 6 m), voûtées sur croisées d'ogives (4,9 m de hauteur), et à l'est de celle-ci, une travée de choeur barlongue, sous le clocher (3,65 m x 4,9 m) , voûtée de même. L'abside a été remplacée par un choeur à chevet. Seule la première travée occidentale de la nef conserve une minuscule fenêtre romane extrêmement étroite, largement ébrasée à l'intérieur et à l'extérieur.  La travée de chœur est voûtée sur une croisée d'ogives dont le profil est formé d'un gros tore en amande entre deux tores plus petits. Le clocher n'a au-dessus du faite de la toiture de l'église que l'étage du beffroi, marqué par un léger retrait dans le mur. La décoration extérieure est d'une très grande pauvreté. Les murs latéraux sont couronnés par une corniche composée d'une plate-bande chanfreinée, soutenue par des modillons. Description détaillée avec photos dans l’ouvrage Églises romanes des Vosges[22].

Inventaire du patrimoine mobilier :
* Maître-autel.
* Confessionnal.
* Fonts baptismaux.
* Retable latéral, statue Vierge à l’Enfant.
Inventaire Fonds Jean-Marie Janot.
* Croix.
* Statuette de bâton de confrérie représentant la Vierge à l'Enfant et deux céroféraires.
* Confessionnal.
* L'antependium de l'autel ; bas-relief représentant une croix grecque.
* Tabernacle du maître autel.
* Statuette de bâton de confrérie représentant saint Epvre.
* Bancs de l'église.
- Maison-forte au Village Nord, à côté de l'église. Bâtie dans la seconde moitié du XVIe siècle, c'est une propriété privée, inscrite sur l'Inventaire supplémentaire des monuments historiques depuis le 13 octobre 1987[28].

Cheminées monumentales,.
- Monument aux morts (XXe siècle)[31],[32].
- Patrimoine architectural rural recensé par le service régional de l'Inventaire général du patrimoine culturel[33].
- Lavoir, en face de l'église (XIXe siècle)[34].

## Politique et administration
| Période                                  | Période                       | Identité        | Étiquette | Qualité |
| ---------------------------------------- | ----------------------------- | --------------- | --------- | ------- |
| Les données manquantes sont à compléter. |                               |                 |           |         |
| avant mars 1995                          | mars 2008                     | Gilbert Charnot | DVD       |         |
| mars 2008                                | En cours (au 18 février 2015) | Pascal Fatet    |           | [ 35 ]  |

### Budget et fiscalité 2022

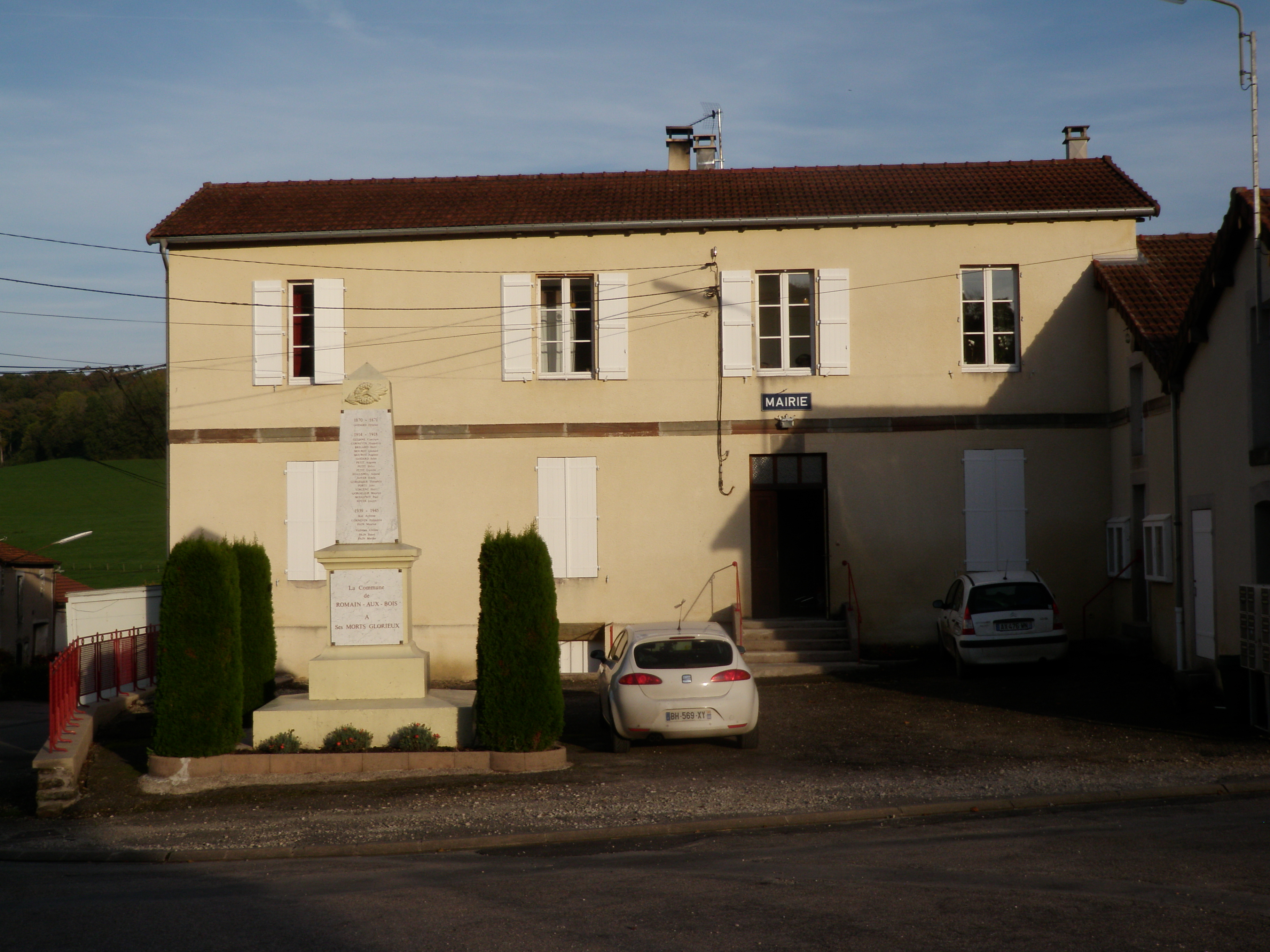
Mairie et monument aux morts.

En 2022, le budget de la commune était constitué ainsi :
- total des produits de fonctionnement : 68 000 €, soit 1 336 € par habitant ;
- total des charges de fonctionnement : 47 000 €, soit 922 € par habitant ;
- total des ressources d'investissement : 27 000 €, soit 523 € par habitant ;
- total des emplois d'investissement : 21 000 €, soit 419 € par habitant ;
- endettement : 30 000 €, soit 596 € par habitant.

Avec les taux de fiscalité suivants :
- taxe d'habitation : 13,17 % ;
- taxe foncière sur les propriétés bâties : 34,39 % ;
- taxe foncière sur les propriétés non bâties : 19,08 % ;
- taxe additionnelle à la taxe foncière sur les propriétés non bâties : 0,00 % ;
- cotisation foncière des entreprises : 0,00 %.

Chiffres clés Revenus et pauvreté des ménages en 2021 : médiane en 2021 du revenu disponible, par unité de consommation.

## Économie

### Entreprises et commerces

#### Agriculture
- Autres cultures non permanentes.
- Élevage de vaches laitières.
- Élevage d'autres bovins et de buffles.
- Élevage d'ovins et de caprins.
- Exploitation forestière.

#### Tourisme
- Hébergements et restauration à Doncourt-sur-Meuse, Bourbonne-les-Bains, Bulgnéville, Contrexéville.

#### Commerces
- Commerces et services de proximité.

## Population et société

### Démographie

#### Évolution démographique
L'évolution du nombre d'habitants est connue à travers les recensements de la population effectués dans la commune depuis 1793. Pour les communes de moins de 10 000 habitants, une enquête de recensement portant sur toute la population est réalisée tous les cinq ans, les populations de référence des années intermédiaires étant quant à elles estimées par interpolation ou extrapolation. Pour la commune, le premier recensement exhaustif entrant dans le cadre du nouveau dispositif a été réalisé en 2006.

En 2022, la commune comptait 47 habitants, en évolution de −2,08 % par rapport à 2016 (Vosges : −2,96 %, France hors Mayotte : +2,11 %).
| 1793 | 1800 | 1806 | 1821 | 1831 | 1836 | 1841 | 1846 | 1856 |
| ---- | ---- | ---- | ---- | ---- | ---- | ---- | ---- | ---- |
| 403  | 274  | 320  | 317  | 363  | 388  | 380  | 398  | 307  |

| 1861 | 1866 | 1876 | 1881 | 1886 | 1891 | 1896 | 1901 | 1906 |
| ---- | ---- | ---- | ---- | ---- | ---- | ---- | ---- | ---- |
| 325  | 334  | 317  | 329  | 322  | 296  | 293  | 292  | 289  |

| 1911 | 1921 | 1926 | 1931 | 1936 | 1946 | 1954 | 1962 | 1968 |
| ---- | ---- | ---- | ---- | ---- | ---- | ---- | ---- | ---- |
| 259  | 204  | 215  | 192  | 176  | 126  | 120  | 91   | 103  |

| 1975 | 1982 | 1990 | 1999 | 2006 | 2011 | 2016 | 2021 | 2022 |
| ---- | ---- | ---- | ---- | ---- | ---- | ---- | ---- | ---- |
| 95   | 81   | 58   | 40   | 44   | 48   | 48   | 48   | 47   |

### Enseignement
Établissements d'enseignements :
- Écoles maternelles et primaires à Lamarche, Damblain, Breuvannes-en-Bassigny, Martigny-les-Bains, Parnoy-en-Bassigny.
- Collèges à Lamarche, Martigny-les-Bains, Bourbonne-les-Bains, Bourmont-entre-Meuse-et-Mouzon, Contrexéville.
- Lycées à Contrexéville, Mandres-sur-Vair.

### Santé
Professionnels et établissements de santé :
- Médecins à Lamarche, Martigny-les-Bains, Vrécourt, Mont-lès-Lamarche, Bourbonne-les-Bains, Bulgnéville, Contrexéville>.
- Pharmacies à Lamarche, Martigny-les-Bains, Vrécourt, Bourbonne-les-Bains, Bourmont, Bulgnéville.
- Hôpitaux à Lamarche, Vittel, Neufchâteau, Langres, Mattaincourt, Ville-sur-Illon.

### Cultes
- Culte catholique, Paroisse Bienheureux-Jean-Baptiste-Menestrel[44], Diocèse de Saint-Dié.

## Personnalités liées à la commune
- Renée Petitcolas et Jeanne Pêcheur[45].
- 7 Médaillés de Sainte-Hélène[46].

## Pour approfondir